# Fugacidad
En termodinámica química, la fugacidad de un gas real es una presión parcial efectiva que reemplaza la presión parcial mecánica en un cálculo preciso de la constante de equilibrio químico.  Es igual a la presión de un gas ideal que tiene la misma temperatura y energía libre molar de Gibbs que el gas real.
Las fugacidades se determinan experimentalmente o se estiman a partir de varios modelos, como un gas Van der Waals, que están más cerca de la realidad que un gas ideal.  La presión de gas ideal y la fugacidad se relacionan a través del coeficiente de fugacidad .
{\displaystyle \varphi ={\frac {f}{P}}\,}
Para un gas ideal, la fugacidad y la presión son iguales, entonces φ = 1. Tomado a la misma temperatura y presión, la diferencia entre los molares Gibbs energías libres de un gas real y el gas ideal correspondiente es igual a RT ln φ
La fugacidad está estrechamente relacionada con la actividad termodinámica. Para un gas, la actividad es simplemente la fugacidad dividida por una presión de referencia para dar una cantidad adimensional.  Esta presión de referencia se denomina estado estándar y normalmente se elige como 1 atmósfera o 1 bar . 
Los cálculos precisos de equilibrio químico para gases reales deberían usar la fugacidad en lugar de la presión. La condición termodinámica para el equilibrio químico es que el potencial químico total de los reactivos sea igual al de los productos.  Si el potencial químico de cada gas se expresa en función de la fugacidad, la condición de equilibrio puede transformarse en la forma de cociente de reacción familiar (o ley de acción de la masa), excepto que las presiones son reemplazadas por fugacidad. 
Para una fase condensada (líquida o sólida) en equilibrio con su fase de vapor, el potencial químico es igual al del vapor, y por lo tanto la fugacidad es igual a la fugacidad del vapor.  Esta fugacidad es aproximadamente igual a la presión de vapor cuando la presión de vapor no es demasiado alta.

## Historia
La palabra fugacidad se deriva del latín fugere , para huir.  En el sentido de una "tendencia de escape", fue introducido a la termodinámica en 1901 por el químico estadounidense Gilbert N. Lewis y se popularizó en un libro de texto influyente de Lewis y Merle Randall, La termodinámica y la energía libre de sustancias químicas , en 1923.  La "tendencia de escape" se refería al flujo de materia entre fases y desempeñaba un papel similar al de la temperatura en el flujo de calor. : 177 

## Sustancia pura
La fugacidad está estrechamente relacionada con el potencial químico μ .  En una sustancia pura, μ es igual a la energía de Gibbs Gm para un mol de la sustancia, : 207  y 
{\displaystyle d\mu =dG_{\mathrm {m} }=-S_{\mathrm {m} }dT+V_{\mathrm {m} }dP},
donde T y P son la temperatura y la presión, Vm es el volumen por mol y Sm es la entropía por mol. : 248 

### Gas
Un gas ideal tiene la ecuación de estado. 
{\displaystyle V_{\mathrm {m} }^{\mathrm {ideal} }={\frac {RT}{P}}},
donde R es la constante de gas ideal .  A temperatura constante ( dT = 0 ), 
{\displaystyle d\mu =RTd\ln P.}
Esta ecuación es muy útil, pero solo es precisa cuando las moléculas de gas son pequeñas en comparación con las distancias entre ellas y rebotan elásticamente entre sí.  Los gases se comportan más como gases ideales a bajas presiones y altas temperaturas.  A presiones moderadamente altas, las interacciones atractivas entre las moléculas reducen la presión en comparación con la ley del gas ideal; y a presiones muy altas, los tamaños de las moléculas ya no son despreciables y las fuerzas repulsivas entre las moléculas aumentan la presión.  A bajas temperaturas, es más probable que las moléculas se unan en lugar de rebotar elásticamente.
La ley del gas ideal todavía se puede usar para describir el comportamiento de un gas real si la presión es reemplazada por una fugacidad f , definida de manera que 
{\displaystyle d\mu =RTd\ln f}
y 
{\displaystyle \lim _{P\to 0}{\frac {f}{P}}=1.}
Es decir, a bajas presiones f es la misma que la presión, por lo que tiene las mismas unidades que la presión.  El radio 
{\displaystyle \varphi ={\frac {f}{P}}}
Se llama coeficiente de fugacidad . : 248–249 
Si un estado de referencia se denota con un superíndice cero, la integración de la ecuación para el potencial químico da 
{\displaystyle \mu -\mu ^{0}=RT\ln a,}
donde a , una cantidad adimensional, se llama la actividad . : 37 
Ejemplo numérico: gas nitrógeno (N2) a 0 °C y una presión de P = 100 atmósferas (atm) tiene una fugacidad de f = 97.03 atm ;  Esto significa que la energía molar de Gibbs del nitrógeno real a una presión de 100 atm es igual a la energía molar de Gibbs del nitrógeno como gas ideal a 97.03 atm .  El coeficiente de fugacidad es 97.03 atm / 100 atm = 0.9703. 
La contribución de la no idealidad de la energía molar Gibbs de un gas real es igual a RT ln φ . Para el nitrógeno a 100   atm, Gm = Gm,id + RT ln 0.9703 , que es menor que el valor ideal Gm,id debido a las fuerzas de atracción intermoleculares.  Finalmente, la actividad es solo 97.03 sin unidades. 

### Fase condensada
La fugacidad de una fase condensada (líquida o sólida) se define de la misma manera que para un gas: 
{\displaystyle d\mu _{\mathrm {c} }=RTd\ln f_{\mathrm {c} }}
y 
{\displaystyle \lim _{P\to 0}{\frac {f_{\mathrm {c} }}{P}}=1.}
Es difícil medir la fugacidad en una fase condensada directamente; pero si la fase condensada está saturada (en equilibrio con la fase de vapor), los potenciales químicos de las dos fases son iguales ( μc = μg ).  Combinado con la definición anterior, esto implica que 
{\displaystyle f_{\mathrm {c} }=f_{\mathrm {g} }.}
Al calcular la fugacidad de la fase comprimida, generalmente se puede asumir que el volumen es constante.  A temperatura constante, el cambio en la fugacidad a medida que la presión va desde la saturación, presione Psat a P es 
{\displaystyle \ln {\frac {f}{f_{\mathrm {sat} }}}={\frac {V_{\mathrm {m} }}{RT}}\int _{P_{\mathrm {sat} }}^{P}dp={\frac {V\left(P-P_{\mathrm {sat} }\right)}{RT}}.}
Esta fracción se conoce como el factor de Poynting .  Usando fsat = φsatPsat , donde φsat es el coeficiente de fugacidad, 
{\displaystyle f=\varphi _{\mathrm {sat} }P_{\mathrm {sat} }\exp \left({\frac {V\left(P-P_{\mathrm {sat} }\right)}{RT}}\right).}
Esta ecuación permite calcular la fugacidad utilizando valores tabulados para la presión de vapor saturada.  A menudo, la presión es lo suficientemente baja para que la fase de vapor se considere un gas ideal, por lo que el coeficiente de fugacidad es aproximadamente igual a 1. : 345–346 
A menos que las presiones sean muy altas, el factor de Poynting suele ser pequeño y el término exponencial es cercano a 1.  Con frecuencia, la fugacidad del líquido puro se usa como estado de referencia al definir y utilizar los coeficientes de actividad de la mezcla.

## Mezcla
La fugacidad es más útil en mezclas.  No agrega ninguna información nueva en comparación con el potencial químico, pero tiene ventajas computacionales.  Cuando la fracción molar de un componente se reduce a cero, el potencial químico se desvía pero la fugacidad se reduce a cero.  Además, existen estados de referencia naturales para la fugacidad (por ejemplo, un gas ideal produce un estado de referencia natural para las mezclas de gases, ya que la fugacidad y la presión convergen a baja presión). : 141 

### Gases
En una mezcla de gases, la fugacidad de cada componente i tiene una definición similar, con cantidades molares parciales en lugar de cantidades molares (por ejemplo, Gi lugar de Gm y Vi lugar de Vm ): : 262 
{\displaystyle dG_{i}=RTd\ln f_{i}}
y 
{\displaystyle \lim _{P\to 0}{\frac {f_{i}}{P_{i}}}=1,}
donde Pi es la presión parcial del componente i. Las presiones parciales obedecen a la ley de Dalton : 
{\displaystyle P_{i}=y_{i}P,}
donde P es la presión total e yi es la fracción molar del componente (de modo que las presiones parciales se suman a la presión total). Las fugacidades comúnmente obedecen una ley similar llamada la regla de Lewis y Randall: 
{\displaystyle f_{i}=y_{i}f_{i}^{*},}
donde f*i es la fugacidad que tendría el componente i si todo el gas tuviera esa composición a la misma temperatura y presión.  Ambas leyes son expresiones de un supuesto de que los gases se comportan de manera independiente. : 264–265 

### Líquidos
En una mezcla líquida, la fugacidad de cada componente es igual a la de un componente de vapor en equilibrio con el líquido.  En una solución ideal, las fugacidades obedecen la ley de Raoult : 
{\displaystyle f_{i}=x_{i}f_{i}^{*},}
donde xi es la fracción molar en el líquido y f*i es la fugacidad de la fase de vapor puro.  Esta es una buena aproximación cuando las moléculas componentes tienen tamaño, forma y polaridad similares. : 264, 269–270 
En una solución diluida con dos componentes, el componente con la fracción molar más grande (el solvente) aún puede obedecer la ley de Raoult incluso si el otro componente (el soluto) tiene propiedades diferentes.  Esto se debe a que sus moléculas experimentan esencialmente el mismo entorno que lo hacen en ausencia del soluto.  En contraste, cada molécula de soluto está rodeada por moléculas solventes, por lo que obedece a una ley diferente conocida como ley de Henry. : 171   Por la ley de Henry, la fugacidad del soluto es proporcional a su concentración.  La constante de proporcionalidad depende de si la concentración está representada por la fracción molar, la molalidad o la molaridad. : 274 

## Dependencia de la temperatura y la presión
La dependencia de la presión de la fugacidad (a temperatura constante) está dada por : 260 
{\displaystyle \left({\frac {\partial \ln f}{\partial P}}\right)_{T}={\frac {V_{\mathrm {m} }}{RT}}}
y siempre es positivo. : 260 
La dependencia de la temperatura a presión constante es 
{\displaystyle \left({\frac {\partial \ln f}{\partial T}}\right)_{P}={\frac {\Delta H_{\mathrm {m} }}{RT^{2}}},}
donde Δ Hm es el cambio en la entalpía molar a medida que el gas se expande, el líquido se vaporiza o el sólido se sublima en el vacío. : 262   Además, si la presión es p0 , entonces 
{\displaystyle \left({\frac {\partial \left(T\ln(f/p^{0})\right)}{\partial T}}\right)_{P}=-{\frac {S_{\mathrm {m} }}{R}}<0.}
Dado que la temperatura y la entropía son positivas, ln (f/p0) disminuye al aumentar la temperatura.

## Coeficiente de fugacidad
El coeficiente de fugacidad es una relación entre la fugacidad y su presión de una especie cualesquiera en una determinada fase, ella parte del potencial químico y la energía libre de Gibbs residual parcial, es adimensional y se la representa con la letra griega {\displaystyle \phi }, Es calculable tanto para gases como para líquidos, guarda relación con la Ley de Raoult en equilibrio de fases cuando su valor es la unidad.
Definición a partir de la energía libre de Gibbs
La energía libre de Gibbs residual derivada parcialmente con respecto a una especie cualquiera manteniendo T, P, y el resto de especies constantes se define como:
{\displaystyle [G_{i}^{R}]_{T,P,n_{j}}=[G_{i}]_{T,P,n_{j}}-[G_{i}^{ig}]_{T,P,n_{j}}}
Donde:
{\displaystyle G^{R}} representa la Energía libre de Gibbs residual.
{\displaystyle G^{ig}} representa la Energía libre de Gibbs para el estado ideal.
y el potencial químico definido como:
{\displaystyle \mu _{i}=\Gamma (T)+RTlnf_{i}}
{\displaystyle \mu _{i}^{ig}=\Gamma (T)+RTln(y_{i}P)}
La resta de ambas ecuaciones hará que se eliminen los {\displaystyle \Gamma (T)}, entonces se obtendrá la relación:
{\displaystyle \mu _{i}-\mu _{i}^{ig}=RTln{\frac {f_{i}}{y_{i}P}}}
La siguiente identidad resulta fundamental para definir una ecuación calculable {\displaystyle \mu _{i}={\bar {G}}_{i}}, para el coeficiente de fugacidad:
{\displaystyle G-G^{ig}=RTln{\frac {f_{i}}{y_{i}P}}}
{\displaystyle G^{R}=RTln\phi _{i}}
{\displaystyle \phi _{i}={\frac {f_{i}}{y_{i}P}}}
Si se reemplaza {\displaystyle \phi _{i}=1} y despeja la fugacidad queda:
{\displaystyle y_{i}P=f_{i}}
donde la fugacidad del componente i resulta ser la fracción molar multiplicada por la presión del sistema, que es la ecuación más conocida como Ley de Raoult.
{\displaystyle y_{i}P=P_{sat}}

## Medición
La fugacidad se puede deducir de las mediciones del volumen en función de la presión a temperatura constante.  En ese caso, 
{\displaystyle \ln \varphi ={\frac {1}{RT}}\int _{0}^{P}\left(V_{m}-V_{\mathrm {m} }^{\mathrm {ideal} }\right)dP.}
Esta integral también se puede calcular utilizando una ecuación de estado. : 251–252 
La integral se puede refundir en una forma alternativa utilizando el factor de compresibilidad
{\displaystyle Z={\frac {PV_{\mathrm {m} }}{RT}}.}
Entonces 
{\displaystyle \ln \varphi =\int _{0}^{P}\left({\frac {Z-1}{P}}\right)dP.}
Esto es útil debido al teorema de los estados correspondientes: si la presión y la temperatura en el punto crítico del gas son Pc y Tc, podemos definir propiedades reducidas Pr = P /Pc y Tr = T /Tc. Luego, para una buena aproximación, la mayoría de los gases tienen el mismo valor de Z para la misma temperatura y presión reducidas.  Sin embargo, en aplicaciones geoquímicas, este principio deja de ser exacto a presiones donde ocurre el metamorfismo. : 247 
Para un gas que obedece la ecuación de van der Waals, la fórmula explícita para el coeficiente de fugacidad es 
{\displaystyle RT\ln \varphi ={\frac {RTb}{V_{\mathrm {m} }-b}}-{\frac {2a}{V_{\mathrm {m} }}}-RT\ln \left(1-{\frac {a(V_{\mathrm {m} }-b)}{RTV_{\mathrm {m} }^{2}}}\right)}
Esta fórmula es difícil de usar, ya que la presión depende del volumen molar a través de la ecuación de estado; por lo tanto, se debe elegir un volumen, calcular la presión y luego usar estos dos valores en el lado derecho de la ecuación.

## Cálculo de fugacidad
El cálculo de fugacidades puede realizarse mediante la aplicación de una ecuación de estado o por medio de correlaciones generalizadas. En ambos casos la propiedad medida a partir de la que se obtiene la fugacidad es la discrepancia de {\displaystyle G} que es la diferencia entre la energía libre real y la del gas ideal.

### Fugacidad en sistemas homogéneos monocomponetes
Las fugacidades de sustancias puras se pueden calcular a partir de sus propiedades termodinámicas, el cálculo se simplifica siempre en cuando se posean datos tabulados (Tablas de vapor) de sus propiedades termodinámicas a diferentes presiones y temperaturas.
La siguiente relación brinda un valor fiable de fugacidad a una temperatura y presión determinada, solo basta con fijar una presión base para el estado de referencia {\displaystyle (f^{*})}, que generalmente es 1 kPa.
Sea para un líquido:
{\displaystyle ln{\frac {f}{f^{*}}}={\frac {M}{R}}[{\frac {h-h^{*}}{T}}-(s-s^{*})]}
Donde:
{\displaystyle f} fugacidad del líquido a presión deseada.
{\displaystyle f^{*}} fugacidad del líquido a una presión de referencia.
{\displaystyle M} Peso molecular o masa molar del líquido.
{\displaystyle h} entalpía específica del líquido a presión deseada
{\displaystyle h^{*}} entalpía específica del líquido a una presión de referencia.
{\displaystyle s} entropía específica del líquido a presión de saturación.
{\displaystyle s^{*}} entropía específica del líquido a una presión de referencia.
{\displaystyle T} Temperatura de sistema en Kelvin
Ejemplo numérico: Determine la fugacidad del agua (H2O) en Ayacucho a temperatura ambiente. 

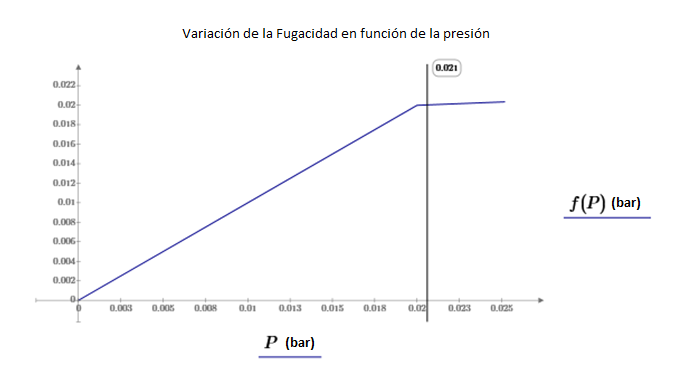
Fugacidad del agua a 18 °C en bar

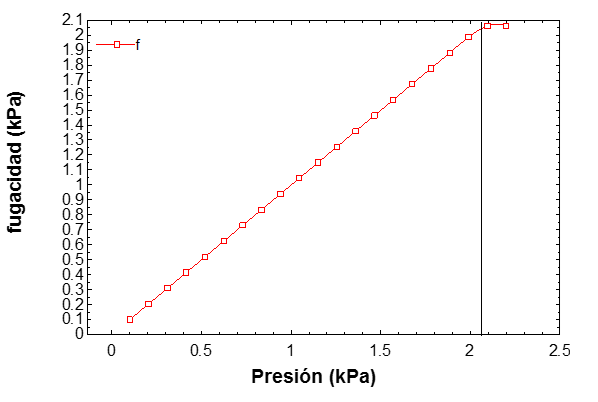
Fugacidad del agua a 18 °C en kPa

- Temperatura ambiente promedio en la ciudad: {\displaystyle 18^{\circ }{\text{C}}}
- La presión atmosférica de la ciudad situada a 2761 m s. n. m. se puede determinar mediante la siguiente ecuación: {\displaystyle P=P_{0}exp{\frac {-\mu g\Delta h}{RT}}}, {\displaystyle P_{0}} es la presión a nivel del mar: 101.325 kPa, {\displaystyle \mu } es la masa molar del aire: 0.02895 kg/mol, {\displaystyle g} es la gravedad terrestre: 9.80665 {\displaystyle ms^{-2}}, {\displaystyle \Delta h} es la variación de altura: 2761 m, {\displaystyle R} la constante universal de los gases ideales: 8.31432 N.m/(mol.K) y {\displaystyle T} la temperatura del aire: 291.15 K.

```
Entonces la presión y temperatura para la ciudad serán 73.29 kPa y 18 °C respectivamente, a estas condiciones se las denominará estado 1.
```

- El estado de referencia se toma a la presión {\displaystyle 1{\text{ kPa}}} debido a que la fugacidad {\displaystyle f^{*}} para gases ideales es también {\displaystyle 1{\text{ kPa}}}, entonces: {\displaystyle P^{*}=f^{*}=1}

```
El estado de referencia se fija a la presión de 1 kPa y a la misma temperatura, 18 °C.
```

- {\displaystyle P_{sat}=2.086{}{\text{ kPa}}}, determinar la presión de saturación del agua a 18 °C es importante debido a que la fugacidad a partir de este punto no variará sustancialmente.

```
El estado de saturación será se fija a la presión de 2.086 kPa y 18 °C.
```

- Hallar la entalpía y entropía específicas en tablas de vapor para el agua a 18 °C, teniendo en cuenta de si el líquido o vapor se encuentran en regiones de saturación, sobrecalentamiento o compresión.

| Propiedad específica | estado 1 | estado de referencia (*) | estado de saturación |
| -------------------- | -------- | ------------------------ | -------------------- |
| h kJ/kg              | 75.47    | 2534.0                   | 75.542               |
| s kJ/(kg.K)          | 0.268    | 9.046                    | 0.268                |
Entonces se determina la fugacidad para el estado 1:
{\displaystyle ln{\frac {f^{1}}{f^{*}}}={\frac {M}{R}}[{\frac {h-h^{*}}{T}}-(s-s^{*})]}
{\displaystyle ln{\frac {f^{1}}{1}}={\frac {18.015}{8.314}}[{\frac {75.47-2534.0}{18+273.15}}-(0.268-9.046)]}
{\displaystyle f^{1}=exp(0.724)}
{\displaystyle f^{1}=2.061{\text{ kPa}}}
fugacidad para el estado saturado:
{\displaystyle ln{\frac {f^{sat}}{f^{*}}}={\frac {M}{R}}[{\frac {h-h^{*}}{T}}-(s-s^{*})]}
{\displaystyle ln{\frac {f^{sat}}{1}}={\frac {18.015}{8.314}}[{\frac {75.542-2534.0}{18+273.15}}-(0.268-9.046)]}
{\displaystyle f^{sat}=exp(0.724)}
{\displaystyle f^{sat}=2.062{\text{ kPa}}},
Como se puede observar la fugacidad del estado saturado y la del estado 1 son similares {\displaystyle f^{1}=f^{sat}\approx 2.06{\text{ kPa}}}, esto se debe a que el límite de cambio lo marca la presión de saturación, los cálculos de fugacidad realizados a partir de esta presión serán similares sino son iguales, incluso con la corrección de Poynting que se la usa justamente cuando se sobrepasa la presión de saturación, las fugacidades serán semejantes. El coeficiente de fugacidad para el estado 1 es {\displaystyle \phi =0.03}, mientras que para el estado saturado es {\displaystyle \phi ^{sat}=0.988}
La única desventaja de esta ecuación posiblemente sea la limitada información termodinámica tabulada que se posee para cada líquido y sólido en estudio. Para el caso del agua no habrá mayor dificultad sin embargo para otras sustancias como son los hidrocarburos es posible extraer su información termodinámica de un software académico denominado EES(Engineering Equation Solver).
La manera de abordar el cálculo de fugacidad para un líquido puro cuya presión sobrepase la presión de saturación {\displaystyle P>P^{sat}} (como en el ejemplo anterior donde 73.29 kPa > 2.086kPa) consiste en la aplicación de la corrección del factor de Poynting en un relación matemática; para utilizar esta relación es necesario tener el coeficiente de fugacidad en estado de saturación ({\displaystyle \phi ^{sat}}) calculado previamente, ello se puede calcular con propiedades termodinámicas como en el anterior ejemplo o con una correlación generalizada (Lee-Kesler).
{\displaystyle f=\phi ^{sat}P^{sat}exp{\frac {V_{l}^{sat}(P-P^{sat})}{RT}}}
Donde:
{\displaystyle f} es la fugacidad del líquido.
{\displaystyle \phi ^{sat}} es el coeficiente de fugacidad en estado de saturación.
{\displaystyle P^{sat}} es la presión de saturación a una temperatura dada, generalmente determinada con la ecuación de Antoine.
{\displaystyle P} presión a la que se requiere la fugacidad
{\displaystyle R} constante de los gases ideales
{\displaystyle T} Temperatura en Kelvin
{\displaystyle V^{sat}} el volumen de saturación se puede determinar directamente de tablas termodinámicas({\displaystyle V_{f}}) o mediante una ecuación de estado como la de Van der Waals para la fase líquida saturada, la siguiente correlación generalizada de Rackett representa muy bien el volumen de un líquido sin embargo no toma en cuenta las variaciones de volumen producidos por los choques e interacciones de las moléculas como lo haría una ecuación de estado.
{\displaystyle V^{sat}=V_{c}Z_{c}^{{(1-T_{r})}^{\frac {2}{7}}}}, todos los datos se encuentran en una tabla de propiedades de líquidos & gases de una sustancia pura.
{\displaystyle V_{c}} Volumen crítico
{\displaystyle Z_{c}} Factor de compresibilidad crítico
{\displaystyle T_{r}} Temperatura reducida
Ejemplo numérico: Calcule la fugacidad del agua a 18 °C para ejemplo anterior y para altas presiones, {\displaystyle P:} {\displaystyle P_{1}=73.29{\text{ kPa}}}, {\displaystyle P_{2}=5000{\text{ kPa}}} y {\displaystyle P_{3}=20000{\text{ kPa}}}, haciendo uso de la corrección del factor de poynting.
- Al calcular las presiones de saturación de P1, P2 y P3, estas resultan iguales debido a que la presión de saturación solo depende de la temperatura, así: a 18 °C en tablas de vapor, la presión de saturación será {\displaystyle P_{1}^{sat}=P_{2}^{sat}=P_{3}^{sat}=2.086{\text{ kPa}}}, y además que todos los estados se encuentran en la región de líquido comprimido.
- Y debido a que las tres presiones de saturación son las mismas para los 3 estados y dado que necesitamos las fugacidades de saturación para los tres estados, necesitaremos calcular la fugacidad del agua solo para una de ellas, así:

Fugacidad de saturación para el estado 1 a temperatura de 18 °C y presión de P1=73.29 kPa:
{\displaystyle ln{\frac {f_{1}^{sat}}{f^{*}}}={\frac {M}{R}}[{\frac {h-h^{*}}{T}}-(s-s^{*})]}
{\displaystyle ln{\frac {f_{1}^{sat}}{1}}={\frac {18.015}{8.314}}[{\frac {75.542-2534.0}{18+273.15}}-(0.268-9.046)]}
{\displaystyle f_{1}^{sat}=exp(0.724)}
{\displaystyle f_{1}^{sat}=2.062{\text{ kPa}}}, y su coeficiente de fugacidad {\displaystyle \phi _{1}^{sat}=0.988}.
Ambas propiedades son las mismas para las presiones 2 y 3 (o estados 2 y 3) por la siguiente formulación: {\displaystyle \phi _{i}^{sat}={\frac {f_{i}^{sat}}{P_{i}^{sat}}}}.
- El volumen molar líquido saturado se puede calcular por varios métodos: lecturas de tablas, correlaciones, ecuaciones cúbicas, etc; así:

| ({\displaystyle T=18^{\circ }{\text{C}},{\text{ }}P_{1,2,3}^{sat}=2.086{\text{ kPa}},{\text{ }}Z^{i}}) | Tablas de vapor | Correlación de Rackett | van der Waals | Redlich-Kwong | Peng-Robinson |
| --- | --------------- | ---------------------- | ------------- | ------------- | ------------- |
| {\displaystyle V_{\text{m}}^{sat}} ({\displaystyle cm^{3}*mol^{-1}})                                   | 18.04           | 16.13                  | 36.23         | 24.33         | 21.14         |
```
Se escoge en volumen líquido saturado más cercano a los datos experimentales. Una referencia sería que a 4 °C y 101.325 kPa el agua tiene un volumen molar de 18 cc.
```

Entonces se determina la fugacidad para los 3 estados: {\displaystyle f_{i}=\phi ^{sat}P^{sat}exp{\frac {V_{l}^{sat}(P_{i}-P^{sat})}{RT}}}
| Estado | {\displaystyle \phi ^{sat}} | {\displaystyle P^{sat}({\text{kPa}})} | {\displaystyle V_{m}^{sat}({\text{ cm}}^{3}{\text{ mol}}^{-1})} | {\displaystyle P_{i}({\text{kPa}})} | {\displaystyle f_{i}({\text{kPa}})} |
| ------ | --------------------------- | ------------------------------------- | --------------------------------------------------------------- | ----------------------------------- | ----------------------------------- |
| 1      | 0.988                       | 2.086                                 | 18.04                                                           | 73.29                               | 2.0631                              |
| 2      | 0.988                       | 2.086                                 | 18.04                                                           | 5 000                               | 2.1403                              |
| 3      | 0.988                       | 2.086                                 | 18.04                                                           | 20 000                              | 2.3934                              |
Como se puede observar las fugacidades {\displaystyle f_{1},f_{2}{\text{ y }}f_{3}} a altas presiones {\displaystyle P_{1},P_{2}{\text{ y }}P_{3}} no se alejan de la fugacidad saturada {\displaystyle f^{sat}=2.061} a la presión de saturación {\displaystyle P^{sat}=2.086}. Esto se cumple para líquidos, para gases la tendencia a escapar es mayor.
Una tercera forma de cálculos de fugacidad involucra al coeficiente de fugacidad. Para usar la siguiente definición en el cálculos de fugacidad hay que tener en cuenta que la presión reducida {\displaystyle P_{r}} y el factor de compresibilidad {\displaystyle z} deben ser función lineal, la ecuación se limita a cálculos rápidos de fugacidades o coeficientes de fugacidades por debajo de la {\displaystyle P_{sat}} a la temperatura normal de ebullición debido a la condición de linealidad requerida.
{\displaystyle \phi =exp[{\frac {P_{r}}{T_{r}}}(B^{0}+\omega B^{1})]}
Donde:
{\displaystyle B^{0}=0.083-{\frac {0.422}{T_{r}^{1.6}}}} &
{\displaystyle B^{1}=0.139-{\frac {0.172}{T_{r}^{4.2}}}}, son coeficientes viriales truncados hasta el segundo término.
{\displaystyle \omega } es el factor acéntrico
{\displaystyle T_{r},P_{r}} Temperatura y presiones reducidas.

### Fugacidad en sistemas heterogéneos monocomponentes
Los sistemas heterogéneo son aquellos en los que conviven varias fases. El equilibrio líquido-vapor es un ejemplo de especial interés. Son monocomponentes aquellos sistemas en los que ninguna de sus fases son mezclas, i.e.; todas las fases están constituidas por el mismo compuesto puro (sin presencia de impurezas). En estos sistemas, las condiciones de equilibrio de fases son:
1. {\displaystyle P^{i}=P^{j}\,}
2. {\displaystyle T^{i}=T^{j}\,}
3. {\displaystyle g^{i}=g^{j}\,}

indicando cada superíndice una fase, es trivial que la tercera ecuación es equivalente a:
{\displaystyle f^{i}=f^{j}\,}
Quedando clara la importancia de la fugacidad en estos sistemas.

### Fugacidad en sistemas homogéneos multicomponentes
En sistemas multicomponentes, es decir mezclas, cada componente tiene su propia fugacidad que se define en función del potencial químico como:

{\displaystyle \mu _{i}(P,T)=g_{i}^{*}(T,P^{u})+RT\ln {\frac {f_{i}}{P^{u}}}}

Donde {\displaystyle \mu _{i}} es el potencial químico del componente {\displaystyle i}. La relación entre la fugacidad del componente {\displaystyle i} en la mezcla y la correspondiente al componente puro es lo que se conoce como actividad del componente i en la mezcla concreta.

### Fugacidad en sistemas heterogéneos multicomponentes
La fugacidad como en el caso monocomponente también juega un papel importante en el equilibrio entre las fases. Denotando por superíndices las fases y por subíndices los componentes las condiciones de equilibrio son:
1. {\displaystyle P^{i}=P^{j}\,}
2. {\displaystyle T^{i}=T^{j}\,}
3. {\displaystyle f_{k}^{i}=f_{k}^{j}\quad \forall k}

## Otras lecturas
- Anderson, Greg M.; Crerar, David A. (1993). Thermodynamics in Geochemistry: The Equilibrium Model. Oxford University Press. ISBN 9780195345094.
- Mackay, Don (2011). «The fugacity approach to mass transport and MTCs».  En Thibodeaux, Louis J.; Mackay, Donald, eds. Handbook of chemical mass transport in the environment. Boca Raton, FL: CRC Press. pp. 43–50. ISBN 9781420047561.
- Mackay, Don; Arnot, Jon A. (14 de abril de 2011). «The Application of Fugacity and Activity to Simulating the Environmental Fate of Organic Contaminants». Journal of Chemical & Engineering Data 56 (4): 1348-1355. doi:10.1021/je101158y.

### Videoconferencias
- Thermodynamics, University of Colorado-Boulder, 2011
  - Introduction to fugacity: Where did it come from?
  - What is fugacity?
  - What is fugacity in mixtures?

- Datos: Q898412